# Garrafa de vinho

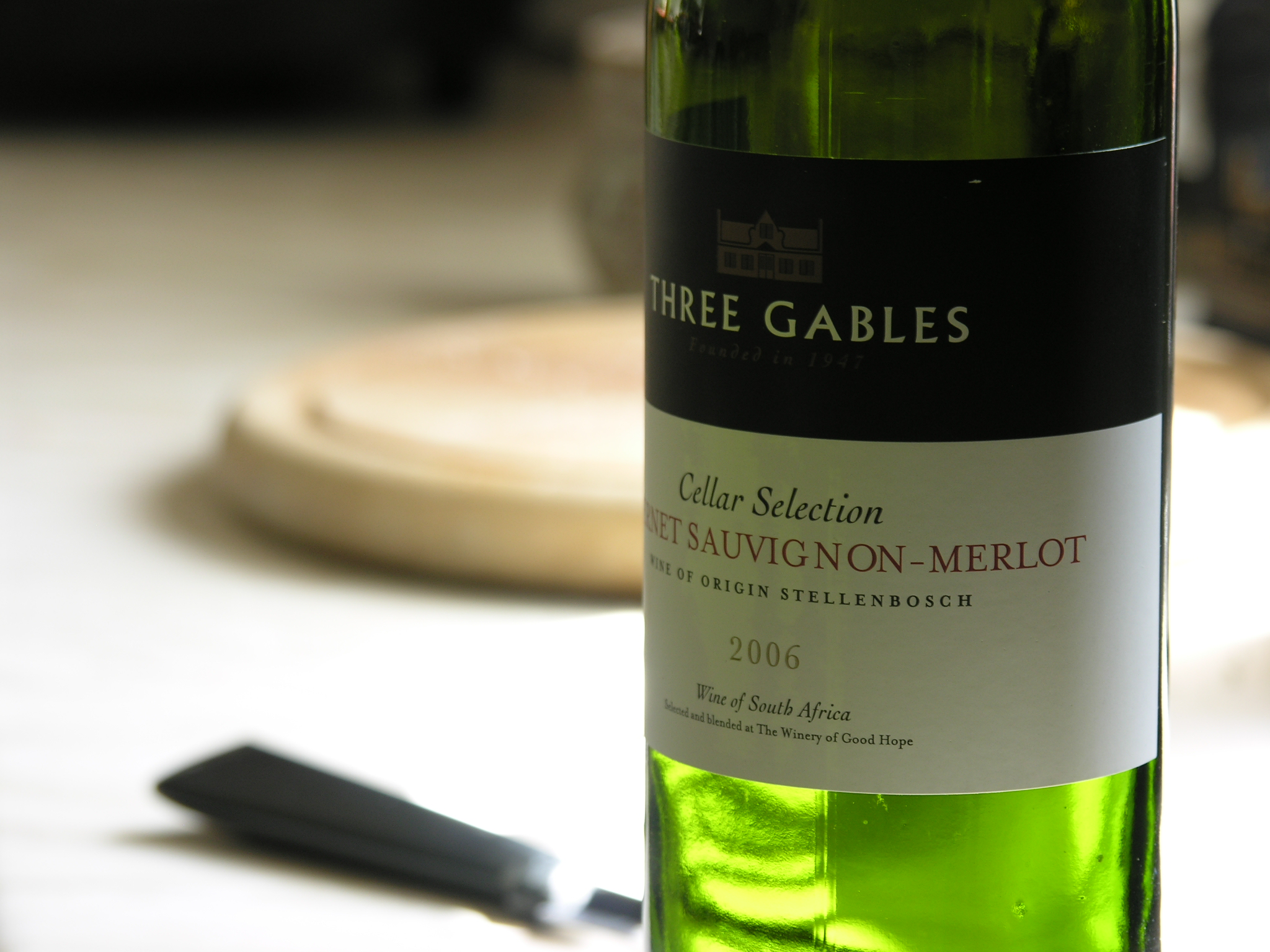

Uma garrafa de vinho é uma garrafa, geralmente uma garrafa de vidro, que é usada para segurar vinho. Alguns vinhos são fermentados na garrafa, enquanto outros são engarrafados somente após a fermentação. Recentemente, a garrafa tornou-se uma unidade padrão de volume para descrever as vendas na indústria vinícola, medindo 750 mililitros (26,40 imp fl oz; 25,36 FL oz). Garrafas de vinho são produzidas, no entanto, em uma variedade de volumes e formas.